# Demokratische Volkspartei
Demokratische Volkspartei (DVP) var ett liberalt parti och finns idag kvar under namnet FDP/DVP (Baden-Württembergischer Landesverband der FDP) och är FDP:s partiorganisation i delstaten Baden-Württemberg. Demokratische Volkspartei ska inte förväxlas med Deutsche Volkspartei som använder samma förkortning.
Demokratische Volkspartei grundades under 1860-talet och var en sammanslutning av demokratiska revolutionärer från 1848. När Deutsche Demokratische Partei grundades 1919 gick Demokratische Volkspartei med i partiet som representant i Württemberg. Partiet upplöstes i samband med nazisternas maktövertagande 1933. 1945 återstartades partiet av bland annat Theodor Heuss och efter att ha grundat det kortvagriga Demokratische Partei Deutschlands var man med och grundande dagens största liberala parti i Tyskland FDP 1948.